# 水盛五実
水盛 五実（みずもり いずみ、1945年（昭和20年）5月3日 - ）は、日本の官僚。東京都出身。大蔵省印刷局長、オリックス生命保険社長を歴任した。

## 略歴
- 1964年（昭和39年）3月 東京教育大学附属高等学校（現・筑波大学附属高等学校）卒業
- 1968年（昭和43年） 国家公務員採用上級甲種試験（法律）合格
- 1969年（昭和44年）6月 東京大学法学部卒業
- 1969年（昭和44年）7月 大蔵省入省（理財局国有財産総括課）
- 1970年（昭和45年）8月 仙台国税局調査査察部
- 1971年（昭和46年）8月 大蔵省大臣官房調査企画課
- 1972年（昭和47年）7月 公正取引委員会事務局経済部国際課
- 1974年（昭和49年）7月 青梅税務署長
- 1975年（昭和50年）7月 名古屋国税局総務部総務課長
- 1979年（昭和54年）7月 大蔵省銀行局付（外務研修）
- 1980年（昭和55年）5月 外務省在シンガポール日本大使館一等書記官
- 1983年（昭和58年）6月 大蔵省証券局資本市場課長補佐
- 1984年（昭和59年）6月27日 大蔵省大臣官房企画官
- 1985年（昭和60年）6月25日 外務省経済局国際経済第二課長
- 1987年（昭和62年）7月1日 大蔵省大臣官房企画官
- 1988年（昭和63年）6月15日 近畿財務局総務部長
- 1989年（平成元年）4月24日 大蔵省国際金融局調査課長
- 1990年（平成2年）7月5日 大蔵省証券局検査課長
- 1991年（平成3年）6月18日 大蔵省証券局企業財務課長
- 1992年（平成4年）6月26日 国税庁長官官房会計課長
- 1993年（平成5年）6月25日 仙台国税局長
- 1995年（平成7年）5月26日 国税庁長官官房国税審議官
- 1997年（平成9年）7月15日 大蔵省印刷局長
- 1998年（平成10年）7月1日 依願退官
- 1998年（平成10年）7月31日 帝都高速度交通営団理事
- 2001年（平成13年）6月25日 同依願退任
- 2001年（平成13年）6月 オリックス生命保険株式会社顧問
- 2001年（平成13年）7月 オリックス生命保険株式会社代表取締役副社長
- 2001年（平成13年）10月 オリックスグループ執行役員、オリックス生命保険株式会社代表取締役社長[1]
- 2007年（平成19年）8月 オリックスグループ常務執行役員
- 2015年（平成27年）11月 瑞宝中綬章受章[2]

## 著書
- 『金融先物取引法Q&A――法令と実務のポイント』（小山嘉昭と共編著、金融財政事情研究会、1989年）
- 『新しい公認会計士試験制度Q&A』（編著、財経詳報社、1992年）